# Alice Fagioli
Alice Fagioli (Pisa, 11 giugno 1980) è un'ex canoista italiana.

## Carriera
Nata a Pisa nel 1980, nel 2007, a 27 anni, ha vinto un bronzo agli Europei di Pontevedra, in Spagna, nel K-4 1000 metri (insieme a Stefania Cicali, Alessandra Galiotto e Fabiana Sgroi), terminando in 3'29"726 dietro ad Ungheria e Germania. A 28 anni ha partecipato ai Giochi Olimpici di Pechino 2008 nel K-4 500 metri, insieme a Stefania Cicali, Alessandra Galiotto e Fabiana Sgroi, arrivando in finale e concludendo al settimo posto, in 1'36"770.

## Palmarès
- Europei

Pontevedra 2007: bronzo nel K-4 1000 m (insieme a Stefania Cicali, Alessandra Galiotto e Fabiana Sgroi).